# Мігунов Олександр Юрійович
Олександр Юрійович Мігунов (нар. 13 квітня 1994, Донецьк, Україна) — український футболіст, лівий півзахисник.

## Клубні виступи
Народився 13 квітня 1994 в місті Донецьк, Україна. Вихованець ДЮСШ-2 (Донецьк). Перший тренер — Пожидаєв А. І. Згодом приєднався до школи дніпропетровського «Дніпра» (тренери — Олексій Чистяков та Сергій Максимич).
Із 2010 по 2014 рік грав за дубль «Дніпра» й команду U-19. Усього за дубль провів 82 матчі й забив п'ять голів. У Вищій лізі дебютував 22 вересня 2014 року в матчі проти донецького «Олімпіка» (5:0). Усього в сезоні 2014/15 зіграв за дніпропетровський клуб 3 матчі у Прем'єр-лізі і 2 в Кубку України. Улітку 2015 року в Мігунова завершився контракт із дніпропетровцями. Маючи пропозицію від «Дніпра» залишитися, футболіст дізнався, що не їде на збори з основним складом. Не бажаючи ще один рік виступати за дубль, вирішив змінити команду.
Мігунова «підібрав» донецький «Шахтар» і відразу ж віддав його в оренду до першолігового «Іллічівця». У січні 2017 року знову на умовах оренди відправився до маріупольської команди, а влітку перейшов, також в оренду, в донецький «Олімпік». У зимове міжсезоння повернувся до «Шахтаря», з яким не став продовжувати угоду.
У лютому 2018 року Мігунов підписав контракт із карагандинським «Шахтарем», проте 27 липня того ж року його залишив за обопільною згодою. 18 вересня 2018 року став гравцем клубу «Дніпро-1», підписавши контракт терміном на один рік.

### Міжнародна кар'єра
У березні 2015 року зіграв у складі молодіжної збірної України в товариських матчах з однолітками зі Словенії та Словаччини. У червні того ж року був викликаний Сергієм Ковальцем для участі в Меморіалі Лобановського. На цьому турнірі «жовто-сині» посіли друге місце, а Мігунов узяв участь в обох матчах.

## Досягнення
- Переможець Першої ліги України (1): 2016/17